# Notnops calderoni
Notnops calderoni är en spindelart som beskrevs av Norman I. Platnick 1994. Notnops calderoni ingår i släktet Notnops och familjen Caponiidae. Inga underarter finns listade i Catalogue of Life.